# Leon Pohle
Friedrich Leon Pohle (* 1. Dezember 1841 in Leipzig; † 27. Februar 1908 in Dresden) war ein deutscher Genre-, Historien- und Bildnismaler.

## Leben
Pohle trat im Alter von 15 Jahren in die Dresdner Kunstakademie ein, die er von 1856 bis 1860 besuchte. Unterstützt durch seine Lehrer wurde er anschließend ein Schüler des Malers Joseph van Lerius in Antwerpen, wo er bis 1864 blieb. Nach Deutschland zurückgekehrt kam Pohle nach Weimar, wo er sich als für zwei Jahre als Schüler von Ferdinand Pauwels an der Großherzoglich-Sächsische Kunstschule der Weimarer Malerschule anschloss. Im Sommer 1866 verließ er das Atelier Pauwels und kehrte in seine Heimatstadt zurück. Nach einigen Studienreisen nach Frankreich, Holland und Wien. Pohles frühe Werke waren, auch bedingt durch seine Lehrer, noch sehr der Genremalerei verhaftet. Später fand er dann einen eigenen Stil in der Historienmalerei und ließ sich 1868 als freischaffender Künstler in Weimar nieder, wo er sich von den Genrebildern und historischen Kompositionen abwandte und der Porträtmalerei widmete. 1877 nahm Pohle einen Ruf als Professor an der Kunstakademie Dresden an und erhielt dort eine ordentliche Professur. Er wurde Geheimer Hofrat und legte 1903 seine Professur nieder. Er erwarb 1879 die kleine goldene Medaille der Berliner Aufstellung und wurde 1880 Mitglied des akademischen Rates in Dresden.
Er fertigte zahlreiche Porträts, zum Teil von anderen Künstlern, wie den Malern Ludwig Richter und Carl Gottlieb Peschel oder des Bildhauers Ernst Hähnel. Pohle nahm an mehreren Ausstellungen der Kunstakademie teil. Unter Pohles Schülern befanden sich der spätere Dresdner Hofrat Paul Poetzsch (1858–1936), Curt Rüger, der Akademieprofessor Osmar Schindler und weitere.
Im Alter von 66 Jahren starb Pohle in Dresden. Seine letzte Ruhestätte fand er in Dresden-Johannstadt auf dem Trinitatisfriedhof; sein Grab ist nicht erhalten. Er hatte eine Schwester Maria Wilhelmine Valerie Pohle, von der er ein Bildnis angefertigt hat.

## Werke (Auswahl)

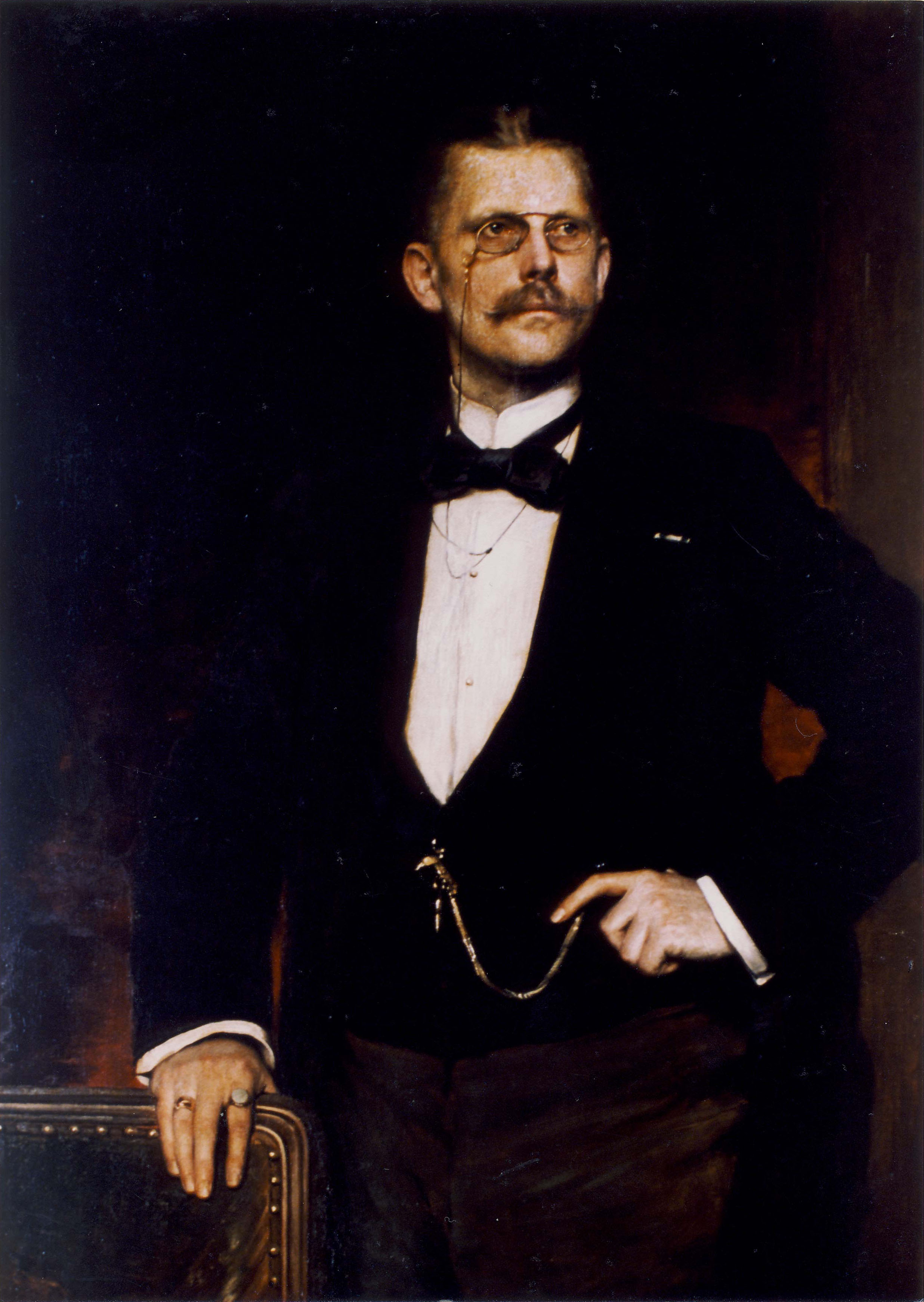
Porträt des Chemnitzer Oberbürgermeisters Heinrich Gustav Beck

- Ludwig Richter (Porträt, Nationalgalerie Berlin)
- Bildnis des Malers Carl Peschel in seinem Atlier (Porträt, Dresdner Galerie, seit 1878)[3]
- Gretchen vor dem Schmuckkästchen
- Elegie (Nationalgalerie Berlin)
- 1899: Bildnis König Albert von Sachsen

Im Museum der bildenden Künste Leipzig
- 1879: Adrian Ludwig Richter (Kniestück, sitzend, Öl auf Leinwand, 99 × 77 cm; Geschenk des Herrn Eduard Cichorius 1880)
- 1880: Bildnis des Bildhauers Ernst Hähnel (Kniestück, stehend, Öl auf Leinwand, 129 × 92 cm, Geschenk des Herrn Eduard Cichorius 1881)
- 1890: Bildnis des ersten Reichsgerichtspräsidenten Dr. Eduard von Simson (Kniestück, sitzend, Öl auf Leinwand, 99 × 78 cm, Geschenk des Herrn Dr. jur. Arthur Kind 1890)

## Ehrungen und Auszeichnungen
- Albrechts-Orden I. Klasse[1]
- Reußisches Ehrenkreuz[1]
- 1879: kleine goldene Medaille Berlin[1]
- 1897: große goldene Medaille Dresden[1]
- Nach ihm wurde in Dresden die Leon-Pohle-Straße benannt.